# 蔣恩鎧
蔣恩鎧（1904年9月11日—1999年），中華民國外交官。

## 生平
蔣恩鎧祖籍太倉，父親蔣汝圻，字汝京，先後娶過五房妻子，第五任妻子常熟人王仁采是蔣恩鎧的生母。蔣恩鎧尚未出世，父親便撒手人寰。
蔣恩鎧出生於1904年9月11日，後來王仁采帶着兒子回到了常熟，獨自撫養他長大。

### 外交生涯
1946年至1950年任駐巴黎總領事。1950年至1955年任駐希腊大使馆参事。1955年6月任駐西贡总领事。12月，任驻越南共和国公使馆参事、代办使事。1956年至1960年任駐馬達加斯加公使館公使銜總領事。1960年至1963年任驻马尔加什大使。

### 晚年
1992年，留在大陸的女兒蔣曼美前往臺灣探望雙親。
1999年，蔣去世，享壽96歲，後由兒女將他和夫人的骨灰運回常熟下葬。

## 家庭
中華人民共和國氣象工作者蔣金濤（原名蔣憲端）的父親蔣恩錫是蔣恩鎧同父異母的哥哥。